# 北安城站
北安城站（日语：／ Kita-Anjō eki */?）是位於日本愛知縣安城市新田町新榮，屬於名古屋鐵道西尾線的鐵路車站。車站編號為GN01。

## 車站結構
本站為側式月台1面1線的地面車站。

### 月台配置
| 路線   | 方向 | 目的地                 |
| ------ | ---- | ---------------------- |
| 西尾線 | 下行 | 西尾、吉良吉田方向     |
| 西尾線 | 上行 | 新安城、名鐵名古屋方向 |

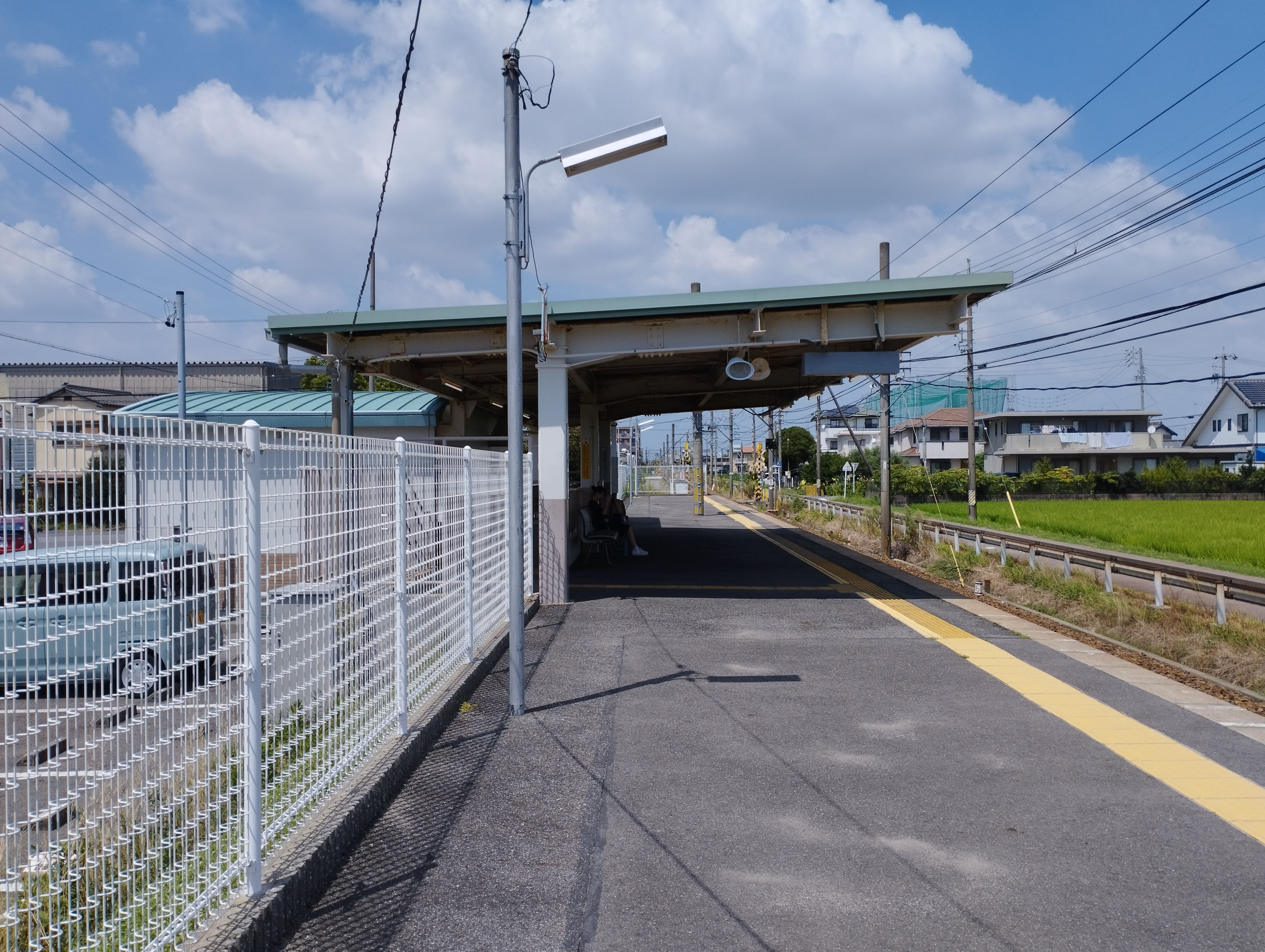
月台(2023年8月)
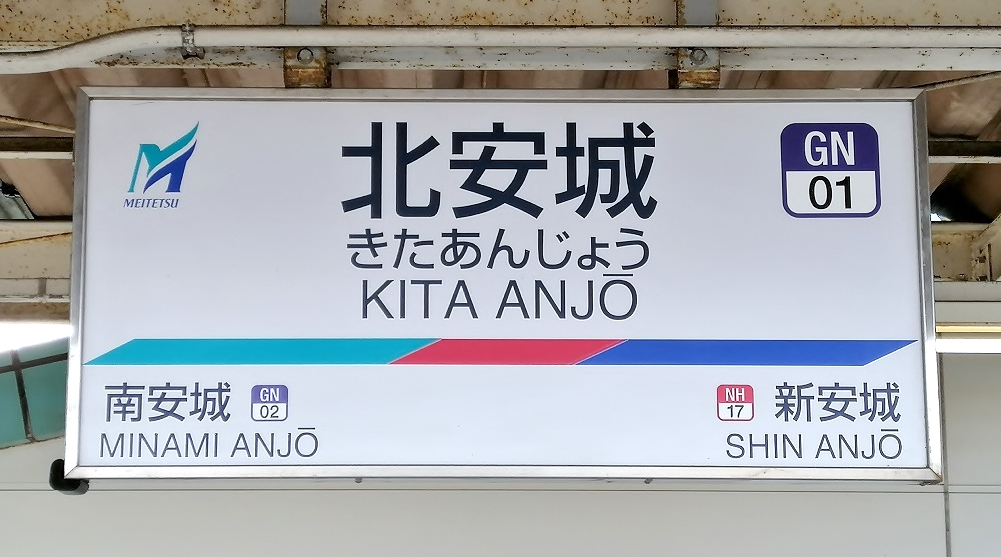
站名牌(2021年1月)

### 配線圖
| ← 新安城、 名古屋方向 | 北安城站 構內配線略圖 | → 西尾、 吉良吉田方向 |
| 图例 参考文献：       |                       |                       |

## 使用情況
| 年度   | 1日平均 上下車人次 |
| ------ | ------------------ |
| 2007年 | 743                |
| 2008年 | 822                |
| 2009年 | 810                |
| 2010年 | 903                |
| 2011年 | 946                |
| 2012年 | 983                |
| 2013年 | 1,049              |
| 2014年 | 1,088              |
| 2015年 | 1,136              |
| 2016年 | 1,209              |
| 2017年 | 1,355              |
| 2018年 | 1,437              |

## 相鄰車站
名古屋鐵道
 西尾線
■特急、■急行
通過
■急行（平日早上上下各1班特別停車）、■普通
新安城（NH17）－北安城（GN01）－南安城（GN02）

## 外部連結
- 北安城 - 名古屋鐵道